# Buna (Texas)
Buna es un lugar designado por el censo ubicado en el condado de Jasper en el estado estadounidense de Texas. En el Censo de 2010 tenía una población de 2.142 habitantes y una densidad poblacional de 137,45 personas por km².

## Geografía
Buna se encuentra ubicado en las coordenadas 30°26′34″N 93°57′39″O / 30.44278, -93.96083. Según la Oficina del Censo de los Estados Unidos, Buna tiene una superficie total de 15.58 km², de la cual 15.57 km² corresponden a tierra firme y (0.08%) 0.01 km² es agua.

## Demografía
Según el censo de 2010, había 2.142 personas residiendo en Buna. La densidad de población era de 137,45 hab./km². De los 2.142 habitantes, Buna estaba compuesto por el 89.12% blancos, el 7.24% eran afroamericanos, el 0.65% eran amerindios, el 0.42% eran asiáticos, el 0.05% eran isleños del Pacífico, el 0.65% eran de otras razas y el 1.87% pertenecían a dos o más razas. Del total de la población el 3.08% eran hispanos o latinos de cualquier raza.